# The Compilation
The Compilation es el primer álbum recopilatorio de David Knopfler publicado en 2008.
Se compone de 15 temas grabados en estudio.

## Canciones
- 1 - Soul Kissing
- 2 - Double Dealing
- 3 - When We Kiss
- 4 - To Feel That Way Again
- 5 - What Then Must We Do
- 6 - Lonely Is The Night
- 7 - Rise Again
- 8 - Southside Tenements
- 9 - The Heart of It All
- 10 - I Remember It All
- 11 - Arcadie
- 12 - St Swithun's Day
- 13 - Going Down With The Waves
- 14 - Easy Street
- 15 - Steel Wheels

- Datos: Q6144267